# Chlenias dolichoptila
Chlenias dolichoptila är en fjärilsart som beskrevs av Turner 1947. Chlenias dolichoptila ingår i släktet Chlenias och familjen mätare. Inga underarter finns listade i Catalogue of Life.